# فرودگاه ویلدرنس
فرودگاه ویلدرنس   (به انگلیسی: Wilderness Airport)  یک فرودگاه خصوصی   است که یک باند فرود شن دارد و طول باند آن ۷۶۲ متر است. این فرودگاه در  کشور ایالات متحده آمریکا قرار دارد و در ارتفاع ۱۳۸۳ متری از سطح دریا واقع شده است.